# نادين خماش
نادين خماش (27 مارس 1989 -)، إعلامية فلسطينية تعمل في قناة العربية.

## حياتها
ولدت في 27 مارس 1989 في القدس، لأب فلسطيني وأم أرمنية، درست الإعلام في جامعة بيرزيت، وبدأت مسيرتها الإعلامية من السنة الأولى من دراستها الجامعية، حيث عملت في إذاعة «راية إف إم» برام الله، لمدة ثلاث سنوات وبعد التخرج من الجامعة في تموز 2010 توجهت نادين إلى مدينة دبي وتدربت في قناة العربية، وخلال تقديم أحد المواجز الإخبارية في التدريب أُعجب الجميع بصوتها وأدائها السليم أمام الشاشة، فتم اختيارها للعمل بالقناة، وخرجت على الشاشة في تاريخ 3 أكتوبر 2010، بعد أسبوعين فقط من توظيفها، حيث كُثف تدريبها بشكل كبير خلال تلك المدة.
في أكتوبر 2020 عملت نادين كمراسلة في يريفان، أرمينيا لتغطية أحداث حرب قرة باغ، وفي يناير 2021 غطت أحداث القمة الخليجية في العلا وقدمت العديد من التقارير عن معالم مدينة العلا، وفي يوليو 2021 عملت كمراسلة في أفغانستان لتغطية أحداث سيطرة طالبان على الحكم. ومن عام 2021 إلى عام 2022 قدمت نادين برنامج «صباح العربية» مع الإعلامية سهام بن زاموش.

## حياتها الشخصية
في عام 2015 تزوجت من الإعلامي بديع يونس في حفل أقيم بأحد فنادق بيت الدين في لبنان. وفي عام 2016 انجبت أول طفل لها «ناجي» وأنجبت ثاني طفل لها «نديم» في عام 2017.